# Osroene (província romana)
Osroene fou una província romana a l'est de l'Eufrates. Durant la guerra civil del 193-194 el regne d'Osroene va donar suport a Pescenni Níger, governador de Síria, que va signar un tractat de pau amb els parts, però fou derrotat seguidament per Septimi Sever (emperador 193-211). Llavors amb els territoris conquistats a l'est d'Osroene i probablement una part del regne es va formar la província d'Osroene (Septimi Sever va crear dos províncies més enllà de l'Eufrates), mentre el rei Agbar VIII el gran va conservar el poder a la resta, als territoris que els romans anomenaren regne d'Agbar. El límit del regne devia estar, segons una inscripció, a la fortalesa de Eski Hasr a 70 km al nord-oest d'Edessa.
El 244 o 249 els romans van annexionar el regne que fou incorporat a la província d'Osroene. A Notitia Imperiatorum, la província és esmentada com governada per praeses
Vers el 294, a la reforma de Dioclecià, fou inclosa a la Diòcesi d'Orient i a la Prefectura d'Orient, essent governada per un dux amb títol de vir spectabilis que avançat el segle IV tenia el comandament de les següents forces militars:
- Equites Dalmatae Illyriciani, estacionats a Ganaba.
- Equites promoti Illyriciani, estacionats a Callinico.
- Equites Mauri Illyriciani, estacionats a Dabana.
- Equites promoti indigenae, estacionats a Banasam i Sina Iudaeorum,
- Equites sagittarii indigenae, estacionats a Oraba i a Thillazamana
- Equites sagittarii indigenae Medianenses, estacionats a Mediana.
- Equites primi Osrhoeni, estacionats a Rasin.
- Legio IV Parthicae, estacionada a Circesio.
- Legio III Parthica, estacionada a Apatna (el nom de la legió és dubtós)
- Ala septima Valeria praelectorum, estacionada a Thillacama.
- Ala prima Victoriae, estacionada a Tovia
- Ala secunda Paflagonum, estacionada a Thillafica.
- Ala prima Parthorum, estacionada a Resaia.
- Ala prima nova Diocletiana, estacionada a Thannurin i Horobam.
- Cohors prima Gaetulorum, estacionada a Thillaamana.
- Cohors prima Eufratensis, estacionada a Maratha.
- Ala prima salutaria

A començaments del segle VII va passar dels romans d'Orient als sassànides i encara que fou recuperada poc després va caure en mans dels àrabs.